# Franklyn Braithwaite
Stedroy Franklyn Braithwaite (* 2. Februar 1961) ist ein ehemaliger antiguanischer Regattasegler.

## Sport
Braithwaite nahm an den Olympischen Spielen 1992 in Barcelona an. Im Finn-Dinghy kam er auf Rang 27.
2014 wurde er mit dem Titel Grand Officer Most Precious Order of Princely Heritage (GOH) „für seine Beiträge zum Segelsport und zur Gemeinschafts-Entwicklung“ („distinguished contribution to sailing and community development“) ausgezeichnet (Independence Honours list). Er ist Commodore des Antigua Yacht Club. und Präsident der Antigua and Barbuda Marine Association.